# 日野村 (岐阜県)
日野村（ひのむら）は、かつて岐阜県稲葉郡に存在した村である。
現在の岐阜市東部に該当し、長良川南岸である。金華山の東、権現山など各務原アルプスの西に位置し、標高200m前後の山（洞山、舟伏山、兎走山など）に囲まれている。
大日本帝国陸軍の歩兵第68連隊演習場（現・陸上自衛隊日野射撃場）が設置されていた。

## 歴史
- 江戸時代後期、この地域は美濃国厚見郡であり、加納藩領であった。
- 1874年（明治7年） - 日野村と日野新田が合併し、日野村となる。
- 1889年（明治22年）7月1日 - 町村制により日野村が発足。
- 1897年（明治30年）4月1日[1] - 方県郡の一部、厚見郡、各務郡が合併し、稲葉郡となる。日野村は稲葉郡となる。
- 1931年（昭和6年）4月1日 - 岐阜市に編入される。

## 交通
- 名岐鉄道美濃町線
  - 日野橋駅

## 学校
- 日野尋常高等小学校 （現・岐阜市立日野小学校）